# Gouvernement de Narendra Modi
Premier ministre de l'Inde
Narendra Modi a prêté serment en tant que Premier ministre de l'Inde le 26 mai 2014 au Rashtrapati Bhavan. Il est devenu le 14e Premier ministre de la République de l'Inde. Son premier cabinet était composé de 45 ministres, 25 de moins que le précédent gouvernement de l'UPA. 21 nouveaux ministres ont été ajoutés au conseil des ministres en novembre 2014. Son cabinet actuel compte 54 ministres.

## Politique nationale

### Politiques économiques
Les politiques économiques du gouvernement de Modi se sont concentrées sur la privatisation et la libéralisation de l'économie, sur la base d'un cadre néolibéral. Modi a libéralisé les politiques d'investissement direct étranger de l'Inde, autorisant davantage d'investissements étrangers dans plusieurs secteurs, notamment dans la défense et les chemins de fer,. D'autres réformes comprenaient la suppression de nombreuses lois du travail du pays, afin de rendre plus difficile pour les travailleurs de former des syndicats et pour les employeurs de les embaucher et de les licencier. Ces réformes ont rencontré le soutien d'institutions telles que la Banque mondiale, mais l'opposition des universitaires du pays. La législation du travail a également suscité une forte opposition des syndicats: le 2 septembre 2015, onze des plus grands syndicats du pays se sont mis en grève, dont un affilié au BJP. Le Bharatiya Mazdoor Sangh, un constituant du Sangh Parivar, a déclaré que les réformes nuiraient aux travailleurs en facilitant leur exploitation par les entreprises,.
Dans son premier budget, le ministre des Finances Arun Jaitley a promis de réduire progressivement le déficit budgétaire de 4,1% à 3% sur deux ans et de se désengager des actions des banques publiques. Au cours de la première année de mandat de Modi, le PIB indien a augmenté à un taux de 7,5%, ce qui en fait la grande économie à la croissance la plus rapide. Pour cela, la base était une formule révisée introduite un an après son entrée en fonction, ce qui a surpris beaucoup d'économistes. Cependant, ce taux de croissance était tombé de manière significative à 6,1%, même selon la métrique révisée, dès sa troisième année au pouvoir. Cette chute a été imputée à l'exercice de démonétisation de la monnaie.
Les fonds consacrés aux programmes de réduction de la pauvreté et aux mesures de protection sociale ont été considérablement réduits par l'administration Modi. L'argent dépensé pour les programmes sociaux est passé de 14,6% du PIB pendant le gouvernement du Congrès à 12,6 % pendant la première année de mandat de Modi. Les dépenses de santé et de protection de la famille ont diminué de 15% et celles de l'enseignement primaire et secondaire de 16 %. L'allocation budgétaire pour le Sarva Shiksha Abhiyan, ou le programme «éducation pour tous», a diminué de 22%. Le gouvernement a également réduit les impôts sur les sociétés, aboli l'impôt sur la fortune, réduit les droits de douane sur l'or, les bijoux et augmenté les taxes de vente. En octobre 2014, le gouvernement Modi a déréglementé les prix du diesel, puis a augmenté les taxes sur le diesel et l'essence. En juillet 2014, Modi a refusé de signer un accord commercial qui permettrait à l'Organisation mondiale du commerce de mettre en œuvre un accord conclu à Bali, invoquant le manque de protection des agriculteurs indiens et le besoin de sécurité alimentaire. L'ajout d'aéroports indiens a augmenté de 23% en 2016, tandis que les tarifs aériens ont chuté de plus de 25%.
Modi lors du lancement du programme Make in India. En septembre 2014, Modi a lancé l'initiative Make in India pour encourager les entreprises étrangères à fabriquer des produits en Inde, dans le but de faire de l'Inde un centre de fabrication mondial. Les partisans de la libéralisation économique ont soutenu l'initiative, tandis que les critiques ont fait valoir qu'elle permettrait aux entreprises étrangères de capturer une plus grande part du marché indien. Afin de permettre la construction de corridors industriels privés, l'administration Modi a adopté un projet de loi de réforme agraire qui lui permettait d'acquérir des terres agricoles privées sans effectuer d'étude d'impact social et sans le consentement des agriculteurs qui en étaient propriétaires. Dans le cadre du projet de loi précédent, le gouvernement avait exigé le consentement de 80% des propriétaires d'un terrain avant de l'acquérir pour un projet privé: cette exigence a été levée. Le projet de loi a été adopté par décret après avoir été confronté à l'opposition au parlement, mais a finalement été autorisé à expirer.
Le gouvernement a considérablement augmenté le pourcentage des recettes centrales directement octroyé aux États, tout en diminuant le montant accordé par le biais de divers programmes du gouvernement central. Dans l'ensemble, la part des revenus des États a légèrement augmenté. Les critères sur la base desquels l'attribution des différents États a été déterminée ont été modifiés, de sorte que les recettes de 19 États ont augmenté et celles de 10 États ont diminué. Un seul des dix États était dirigé par le BJP lorsque la politique a été promulguée.
Le gouvernement a signé d'importants accords avec General Electric et Alstom pour fournir à l'Inde 1 000 nouvelles locomotives diesel, dans le cadre d'un effort de réforme du chemin de fer indien, qui comprenait également des efforts de privatisation. En décembre 2015, le gouvernement de Modi a signé un accord avec le Japon pour construire conjointement un système de train à grande vitesse reliant Mumbai et Ahmedabad. Le gouvernement indien a proposé un plan de conversion de 101 rivières en voies navigables nationales pour le transport de marchandises et de passagers. Le gouvernement a également lancé un programme ambitieux visant à augmenter le nombre d'autoroutes dans le pays, en allouant 700 milliards de ₹ (9,8 milliards de dollars) au projet.
Le 25 juin 2015, Modi a lancé un programme destiné à développer 100 villes intelligentes. Le programme « Smart Cities » devrait apporter aux entreprises informatiques un bénéfice supplémentaire de 20 milliards de dollars (280 millions de dollars). Il a également lancé une initiative de «villages intelligents», dans le cadre de laquelle les villages auraient accès à Internet, à l'eau potable, à l'assainissement et à une énergie à faible émission de carbone, les députés supervisant la mise en œuvre du programme. Le programme avait un objectif déclaré d'au moins 2 500 villages intelligents d'ici 2019.
Abandonner la subvention GPL est une campagne lancée en mars 2015 par le gouvernement indien dirigé par Narendra Modi. Il vise à motiver les utilisateurs de GPL qui peuvent se permettre de payer le prix du marché pour le GPL à renoncer volontairement à leur subvention GPL. Au 23 avril 2016, 1 crore (10 millions) de personnes avaient volontairement renoncé à la subvention. La subvention restituée est utilisée par le gouvernement pour fournir gratuitement du gaz de cuisson aux familles pauvres des ménages ruraux.] Le Maharashtra, l'Uttar Pradesh, le Karnataka, Delhi et le Tamil Nadu sont les cinq premiers États à abandonner la subvention.
Sous son régime, le budget des chemins de fer a été fusionné avec le budget de l'Union de l'Inde. La date de présentation du budget a été déplacée du 28 au 1er février et le cycle financier a été modifié de juillet à avril. En outre, la distinction artificielle entre dépenses planifiées et dépenses non planifiées a été supprimée. L'Office de promotion des investissements étrangers (FIPB), considéré comme un obstacle à l'IED, a été abandonné par le gouvernement Modi.
Le gouvernement Modi a mis en place la taxe sur les produits et services, la plus grande réforme fiscale du pays depuis l'indépendance. Il a englobé environ 17 taxes différentes et est entré en vigueur le 1er juillet 2017.
La politique économique de Modi a été principalement critiquée après la démonétisation et il y a eu de nombreuses réformes économiques vers la politique de libéralisation. Jusqu'en 2019, après la victoire électorale, il y avait des politiques sur la repousse de l'économie indienne en se concentrant sur la croissance et les politiques fiscales de la classe moyenne.
En 2020, en raison de la pandémie de Covid, l'économie indienne a beaucoup souffert d'une baisse historique de -23% du PIB. Pour cela, le ministre des Finances a annoncé un paquet de Rs 20,00,000 crores,.

### Contre la corruption

#### Démonétisation 2016
Le 9 novembre 2016, le gouvernement a démonétisé les billets de 500 ₹ et 1000 ₹, avec l'intention déclarée de lutter contre la corruption, la monnaie noire, l'utilisation de devises contrefaites et le terrorisme. Cette décision a conduit à des manifestations généralisées dans tout le pays, dont une de la part des partis d'opposition, qui ont bloqué la session d'hiver du parlement. Dans les jours qui ont suivi la démonétisation, les banques du pays ont été confrontées à de graves pénuries de liquidités, qui ont eu des effets néfastes sur un certain nombre de petites entreprises, l'agriculture et les transports. Les personnes qui cherchaient à échanger leurs notes avaient de longues attentes et plusieurs décès étaient liés à la précipitation à échanger de l'argent. Conséquence combinée de l'annonce de Modi et des résultats de l'élection présidentielle américaine, les indices boursiers indiens BSE SENSEX et NIFTY 50 ont fortement baissé.
La décision a rencontré des réactions initiales mitigées. Plusieurs banquiers comme Arundhati Bhattacharya (présidente de la State Bank of India) et Chanda Kochhar (directeur général et PDG d'ICICI Bank) ont apprécié cette décision en ce sens qu'elle aiderait à freiner l'argent noir. Les hommes d'affaires Anand Mahindra (Mahindra Group), Sajjan Jindal (JSW Group), Kunal Bahl (Snapdeal et FreeCharge) ont également soutenu cette décision, ajoutant qu'elle accélérerait également le commerce électronique. Le fondateur d'Infosys, N. R. Narayana Murthy, a salué cette décision,.
L'ancien commissaire en chef des élections de l'Inde, S. Y. Quraishi, a déclaré que la démonétisation pourrait conduire à des réformes électorales à long terme. La militante sociale indienne Anna Hazare a salué la démonétisation comme une étape révolutionnaire,. Le président indien Pranab Mukherjee a salué le mouvement de démonétisation en le qualifiant de pas audacieux,. L'opinion des masses variait dans les deux sens sur les micro-blogs et les sites de médias sociaux comme Twitter.
Dans l'ensemble, la réponse internationale a été positive, ce qui a vu cette décision comme une répression audacieuse de la corruption,. Le Fonds monétaire international (FMI) a publié une déclaration soutenant les efforts de Modi pour lutter contre la corruption par la politique de démonétisation.
Le média d'Etat chinois Global Times a salué cette décision et l'a qualifiée de "lutte acharnée contre l'argent noir et la corruption". L'ancien Premier ministre finlandais et vice-président de la Commission européenne Jyrki Katainen a salué le mouvement de démonétisation en soulignant que la transparence renforcera l'économie indienne,. Dans son article, Justin Rowlatt, correspondant de la BBC pour l'Asie du Sud, a salué cette décision pour son secret et son succès et a expliqué la raison de la démonétisation. Tim Worstall a qualifié la démonétisation d'effet macroéconomique bienvenu dans son article du magazine Forbes. Le ministre suédois de l'Entreprise Mikael Damberg a soutenu cette décision en la qualifiant de décision audacieuse.

### Politiques de santé et d'assainissement
Au cours de sa première année en tant que Premier ministre, Modi a réduit le montant des dépenses de santé du gouvernement. Le gouvernement Modi a lancé une «nouvelle politique de santé» en janvier 2015. La politique n'a pas augmenté les dépenses du gouvernement en matière de santé, mais a mis l'accent sur le rôle des organisations privées de santé. Dans son budget pour la deuxième année après son entrée en fonction, le gouvernement Modi a réduit ses dépenses de santé de 15%. Cela représentait un changement par rapport à la politique du gouvernement précédent du Congrès, qui avait soutenu des programmes visant à soutenir les objectifs de santé publique, notamment la réduction des taux de mortalité infantile et maternelle. La National Health Mission, qui comprenait des programmes de santé publique ciblés sur ces indices, a reçu près de 25% de fonds en moins en 2015 que l'année précédente. Quinze programmes nationaux de santé, dont ceux visant à contrôler le tabagisme et à soutenir les soins de santé pour les personnes âgées, ont été fusionnés avec la Mission nationale de la santé et ont reçu moins de fonds que les années précédentes. Modi a initialement nommé Harsh Vardhan, médecin et défenseur de la lutte antitabac, ministre de la Santé. Cependant, Vardhan a été démis de ses fonctions en novembre 2015. Le gouvernement a également proposé d'introduire des lois d'emballage plus strictes pour le tabac, mais cet effort a été reporté en raison des efforts du lobby du tabac.

### Assainissement national
Le 2 octobre 2014, Modi a lancé la campagne Swachh Bharat Abhiyan («Clean India»). Les objectifs de l'État de la campagne comprenaient l'élimination de la défécation à l'air libre, l'élimination du nettoyage manuel et l'amélioration des pratiques de gestion des déchets. La campagne a été annoncée le jour de l'anniversaire de Mahatma Gandhi et devait atteindre ces objectifs dans cinq ans, ou à temps pour le 150e anniversaire de sa naissance. Dans le cadre de ce programme, le gouvernement indien a commencé la construction de millions de toilettes dans les zones rurales, ainsi que des efforts pour encourager les gens à les utiliser,,. Le gouvernement a également annoncé son intention de construire de nouvelles usines de traitement des eaux usées. L'administration prévoit de construire 60 millions de toilettes d'ici 2019. Les projets de construction ont fait face à des allégations de corruption et ont rencontré de graves difficultés pour amener les gens à utiliser les toilettes construites pour eux. Modi a généralement souligné les efforts de son gouvernement en matière d'assainissement comme moyen d'assurer une bonne santé. Il a également prôné le yoga et les formes traditionnelles de médecine. Un article de la revue médicale Lancet a déclaré que le pays "aurait pu faire quelques pas en arrière dans le domaine de la santé publique" sous Modi.

### Ayushman Bharat
Le gouvernement de Modi a élaboré un projet de politique visant à introduire un système de soins de santé universel, connu sous le nom de mission nationale d'assurance sanitaire. Dans le cadre de ce plan, le gouvernement devait fournir gratuitement des médicaments, des traitements diagnostiques et une couverture d'assurance pour les maladies graves, bien que des problèmes budgétaires aient retardé sa mise en œuvre. Le gouvernement a annoncé «Ayushman Bharat» (Mission nationale de protection de la santé) dans le budget de l'Union de l'Inde pour 2018. Il s'agit du plus grand programme de protection de la santé au monde, également appelé assurance-maladie. Le programme aidera 10 familles crore avec leurs besoins médicaux,. Dans le cadre du programme Ayushman Bharat, un nouveau programme a été annoncé par Arun Jaitley, le ministre des Finances de l'Inde, appelé le National Health Protection Scheme, qui fournit une couverture d'assurance maladie de 5 ₹ lac une famille par an. Plus d'un lakh a profité du programme jusqu'en octobre 2018.

## Politiques étrangères
La politique étrangère a joué un rôle relativement limité dans la campagne électorale de Modi et n'a pas figuré en bonne place dans le manifeste électoral du BJP. Modi a invité tous les autres dirigeants des pays de l'ASACR à sa cérémonie d'assermentation en tant que Premier ministre. Il a été le premier Premier ministre indien à le faire.
La politique étrangère de Modi, semblable à celle du gouvernement INC précédent, était axée sur l'amélioration des liens économiques, de la sécurité et des relations régionales. Modi a poursuivi la politique de «multi-alignement» de Manmohan Singh. L'administration Modi a tenté d'attirer des investissements étrangers dans l'économie indienne à partir de plusieurs sources, notamment en Asie de l'Est, en utilisant des slogans tels que «Make in India» et «Digital India». Le gouvernement a également tenté d'améliorer les relations avec les nations islamiques du Moyen-Orient, telles que Bahreïn, l'Iran, l'Arabie saoudite et les Émirats arabes unis, ainsi qu'avec Israël.
Les relations étrangères de l'Inde avec les États-Unis se sont également améliorées après que Narendra Modi soit devenu le Premier ministre. Pendant la période qui a précédé les élections générales, il y avait un grand scepticisme quant à l'avenir de la relation bilatérale stratégique sous le mandat de Premier ministre de Modi, car en 2005, il était, alors que le ministre en chef du Gujarat, a refusé un visa américain sous l'administration Bush pour son prétendu mauvais résultats en matière de droits humains,. Même s'il sentait l'inévitable victoire de Modi bien avant les élections, l'ambassadeur américain Nancy Powell l'avait contacté dans le cadre d'une plus grande réapproche de l'ouest. De plus, après son élection en 2014 en tant que Premier ministre de l'Inde, le président Obama l'a félicité par téléphone et l'a invité à se rendre aux États-Unis. Le gouvernement Modi a réussi à établir de bonnes relations extérieures avec les États-Unis sous la présidence de Barack Obama et de Donald Trump,.
Au cours des premiers mois qui ont suivi les élections, Modi s'est rendu dans un certain nombre de pays différents pour promouvoir les objectifs de sa politique et a assisté aux sommets des BRICS, de l'ASEAN et du G20. L'une des premières visites de Modi en tant que Premier ministre a eu lieu au Népal, au cours de laquelle il a promis une aide d'un milliard de dollars. Modi a également fait plusieurs ouvertures aux États-Unis, y compris de multiples visites dans ce pays. Bien que cela ait été décrit comme un développement inattendu, en raison du fait que les États-Unis avaient précédemment refusé à Modi un visa de voyage pour son rôle lors des émeutes du Gujarat de 2002, il était également prévu de renforcer les relations diplomatiques et commerciales entre les deux pays.
En 2015, le parlement indien a ratifié un accord d'échange de terres avec le Bangladesh concernant les enclaves Inde-Bangladesh, qui avait été initié par le gouvernement de Manmohan Singh. L'administration de Modi a accordé une attention renouvelée à la politique indienne « Look East », instituée en 1991. La politique a été rebaptisée « Act East Policy » et impliquait de diriger la politique étrangère indienne vers l'Asie de l'Est et l'Asie du Sud-Est. Le gouvernement a signé des accords pour améliorer la connectivité terrestre avec le Myanmar, à travers l'État du Manipur. Cela représentait une rupture avec l'engagement historique de l'Inde avec le Myanmar, qui donnait la priorité à la sécurité des frontières par rapport au commerce. Les relations Chine-Inde se sont détériorées rapidement après les escarmouches Chine-Inde de 2020.